# مهسا آراسته
مهسا آراسته (زادهٔ ۸ بهمن ۱۳۶۷، قم) دارای مدرک دکتری تربیت بدنی و مربی تیم ملی والیبال بانوان است. او مربی بین‌المللی سطح ۲ مدرس مربیگری فدراسیون والیبال جمهوری اسلامی ایران است.
وی والیبال را از سال ۸۳ در مدرسه دوران راهنمایی خود به‌طور تفریحی شروع کرد و تنها بعد از ۶ ماه تمرین به عضویت تیم سوپر لیگ استان قم درآمد. و در سال‌های بعد در تیم‌های دسته یک و سوپر لیگ پا به میدان گذاشت. او در سن ۱۸ سالگی به اولین اردوی تیم ملی والیبال بانوان (بزرگساللان-۸۶) دعوت شد و دوران مربیگری خود را نیز از سال ۸۷ آغاز کرد، سپس همزمان با دعوت شدن مجدد به تیم ملی بزرگسالان در سال‌های ۸۹–۹۰ و ۹۱، به مربیگری در سطوح مختلف مشغول بود. در دوران تحصیل در دانشگاه در المپیاد دانشجویان شرکت کرد و موفق به کسب مقام سوم و چهارم و همچین ارزشمندترین بازیکن مسابقات شد. از سال ۱۳۹۰ به‌طور جدی تر به مربیگری پرداخت جایی که در سال ۱۳۹۴ با کسب مقام سوم مسابقات لیگ دسته اول از دنیای بازیکنی خداحافظی کرد و فعالیت‌های خود را در تیم‌های سوپر لیگ سایپا و ورامین و تیم‌های دسته یک به عنوان مربی ادامه داد … او اکنون سابقه مربیگری در تیم ملی والیبال بانوان در مسابقات قهرمانی نوجوانان آسیا ۱۳۹۶ - مسابقات کشورهای اسلامی و کسب مقام دوم برای اولین بار در تاریخ ایران ۱۴۰۱ - مسابقات قهرمانی زنان آسیا ۱۴۰۱- مسابقات چلنج کاپ بانوان آسیا و کسب مقام پنجم ۱۴۰۲ - مسابقات قهرمانی زنان آسیا ۱۴۰۲ را در کارنامه دارد.

## تحصیلات
دکتری تربیت بدنی رفتار حرکتی
کارشناسی ارشد تربیت بدنی رفتار حرکتی
کارشناسی تربیت بدنی

## سوابق مربیگری
| سال        | عنوان                               | میزبان    | تیم                              | سمت       |
| ---------- | ----------------------------------- | --------- | -------------------------------- | --------- |
| ۱۴۰۴       | لیگ قهرمانان زنان آسیا              | فیلیپین   | تیم سایپا                        | مربی      |
| ۱۴۰۳       | سوپر لیگ بانوان ایران               | ایران     | تیم سایپا                        | مربی      |
| ۱۴۰۳       | مسابقات آسیایی مرکزی                | مالدیو    | تیم ملی والیبال بانوان افغانستان | مشاور فنی |
| ۱۴۰۲       | قهرمانی زنان آسیا                   | تایلند    | تیم ملی بزرگسالان ایران          | مربی      |
| ۱۴۰۲       | چلنج کاپ آسیا                       | اندونزی   | تیم ملی بزرگسالان ایران          | مربی      |
| ۱۴۰۱       | کشورهای اسلامی                      | ترکیه     | تیم ملی بزرگسالان ایران          | مربی      |
| ۱۴۰۱       | قهرمانی آسیا                        | فیلیپین   | تیم ملی بزرگسالان ایران          | مربی      |
| ۱۴۰۱       | استعداد یابی تیم ملی زیر ۱۶ سال     | ایران     | تیم ملی زیر ۱۶ سال               | مربی      |
| ۱۴۰۰       | سوپر لیگ بانوان ایران               | ایران     | تیم شهرداری ورامین               | مربی      |
| ۱۴۰۰       | انتخابی تیم ملی افغانستان           | افغانستان | تیم مهاجران مقیم ایران           | مربی      |
| ۱۳۹۹       | سوپر لیگ بانوان ایران               | ایران     | تیم سایپا                        | مربی      |
| ۱۳۹۸       | مسابقات دانشجویی منطقه ۴            | اراک      | والیبال دانشگاه قم               | سرمربی    |
| ۱۳۹۸       | المپیاد همگانی کشور                 | تهران     | والیبال دختران دانشگاه قم        | سرمربی    |
| ۱۳۹۸       | لیگ دسته یک بانوان                  | ایران     | تیم والیبال استان                | سرمربی    |
| ۱۳۹۷       | اردوهای انتخابی تیم ملی جوانان دختر | ایران     | تیم ملی جوانان دختر              | مربی      |
| ۱۳۹۶       | مسابقات قهرمانی نوجوانان دختر       | چین       | تیم ملی نوجوانان                 | مربی      |
| ۱۳۹۰-اکنون | مسابقات قهرمانی کشور                | ایران     | تمام رده سنی استان قم            | سرمربی    |

| سال  | دستاورد | مکان      |
| ---- | --- | --------- |
| ۱۴۰۲ | مربی تیم ملی بزرگسالان در مسابقات چلنج کاپ آسیا و کسب مقام پنجم برای اولین بار در تاریخ والیبال بانوان ایران | اندونزی   |
| ۱۴۰۱ | مربی تیم ملی بزرگسالان در مسابقات کشورهای اسلامی و کسب اولین مدال بانوان بعد از ۵۶ سال                       | ترکیه     |
| ۱۴۰۱ | نماینده فدراسیون والیبال و آسیا در در دوره مربیگری اوراسیا                                                   | تایلند    |
| ۱۴۰۰ | مربی تیم مهاجران مقیم ایران در مسابقات انتخابی تیم ملی افغانستان و کسب مقام اول                              | افغانستان |
| ۱۳۹۹ | مربی تیم سایپا در سوپر لیگ بانوان ایران و کسب عنوان قهرمانی                                                  | ایران     |
| ۱۳۹۶ | ارزیاب فدراسیون والیبال در مسابقات قهرمانی نونهالان کشور                                                     | مازندران  |
| ۱۳۹۶ | مربی برتر استان از نگاه اداره ورزش و جوانان                                                                  | قم        |
| ۱۳۹۶ | مربی برتر استان از نگاه رسانه‌ها                                                                              | قم        |

## مدارک مربیگری
| سال  | عنوان                                                   | مکان     |
| ---- | ------------------------------------------------------- | -------- |
| ۱۴۰۱ | مدرک سمینار پیشرفته مربیگری                             | تهران    |
| ۱۳۹۷ | مدرک طراحی تمرین در والیبال پیشرفته                     | تهران    |
| ۱۳۹۷ | مدرک بدنسازی تخصصی والیبال                              | تهران    |
| ۱۳۹۷ | نفر اول کلاس بین‌المللی درجه (دو) در دو بخش تئوری و عملی | تهران    |
| ۱۳۹۶ | مدرک تخصصی لیبرو و دفاع وسط                             | مازندران |
| ۱۳۹۶ | مدرک تاکیک‌های پیشرفته حمله                              | تهران    |
| ۱۳۹۶ | مدرک تاکتیک‌های پیشرفته دفاعی                            | تهران    |
| ۱۳۹۶ | مدرک تمرینات پست‌های تخصصی والیبال                       | اصفهان   |
| ۱۳۹۵ | نفر اول کلاس بین‌المللی درجه یک                          | تهران    |
| ۱۳۹۲ | اخذ مربیگری درجه ۱ والیبال                              | تهران    |

## سوابق به عنوان بازیکن
| سال       | عنوان                                                        | مکان     |
| --------- | ------------------------------------------------------------ | -------- |
| ۱۳۹۴      | مقام سوم لیگ دسته اول کشور                                   | ایران    |
| ۱۳۹۱      | دعوت به اردوی تیم ملی والیبال                                | تهران    |
| ۱۳۹۰      | مقام سوم المپیاد دانشجویی سراسر کشور                         | مشهد     |
| ۱۳۹۰      | انتخاب به عنوان کاملترین بازیکن در مسابقات دانشجویی          | مشهد     |
| ۱۳۸۹      | دعوت به اردوی تیم ملی والیبال                                | تهران    |
| ۱۳۸۹      | مقام چهارم المپیاد دانشجویی سراسر کشور                       | مازندران |
| ۱۳۸۹      | حضور در مسابقات سوپر لیگ کشور به همراه تیم هیت والیبال استان | ایران    |
| ۱۳۸۸      | حضور در مسابقات سوپرلیگ بانوان با تیم شهرداری بندرعباس       | ایران    |
| ۱۳۸۷      | مقام دوم مسابقات هلال احمر                                   | قم       |
| ۱۳۸۷      | حضور در مسابقات سوپر لیگ کشور همراه تیم آرتان گل             | ایران    |
| ۱۳۸۶      | دعوت به اردوی تیم ملی والیبال                                | تهران    |
| ۱۳۸۴      | بازیکن تیم دسته یک استان قم                                  | ایران    |
| ۱۳۸۱–۱۳۸۹ | شرکت در تمام مسابقات قهرمانی مدارس                           | ایران    |